# Claudio Undari
Claudio Undari (Castelvetrano, 12 gennaio 1935 – Roma, 12 maggio 2008) è stato un attore italiano.

## Biografia
Nato a Castelvetrano in provincia di Trapani ma catanese d’adozione, Undari ha lavorato principalmente tra gli anni sessanta e settanta, quando fiorirono i due generi cinematografici che lo videro protagonista, il western all'italiana e il poliziesco all'italiana. In quel periodo si trasferì a Madrid.
Dall'aspetto fisico imponente (era alto ben 197 cm), dal viso squadrato, fronte alta e sguardo di "ghiaccio", ha ricoperto spesso ruoli da "cattivo", come ad esempio ne Il trucido e lo sbirro e Il cinico, l'infame, il violento di Umberto Lenzi.
Molti lo ricorderanno per la parte del capo degli alieni nel film Chissà perché... capitano tutte a me di Michele Lupo, in cui assume la parte dell'antagonista principale. Rientrato in Italia, si stabilì a Roma, e fu anche regista di documentari. La sua ultima apparizione al cinema è stata nel film Tre giorni d'anarchia di Vito Zagarrio del 2004, mentre in assoluto a teatro nel 2005.
Nel settembre 2007 fu omaggiato a Venezia nell'ambito della retrospettiva «Storia segreta del cinema italiano: il western all'italiana».

## Vita privata
Era sposato con Tiziana, da cui ha avuto i figli Jacopo e Arianna, ed altri due figli avuti da un precedente matrimonio.
Muore il 12 maggio 2008 all'età di 73 anni nella sua casa romana. I funerali si tennero il giorno seguente a Roma, alla Chiesa degli artisti di piazza del Popolo.

## Filmografia
- Orlando e i paladini di Francia, regia di Pietro Francisci (1956)
- La vendetta di Ercole, regia di Vittorio Cottafavi (1960)
- Via Margutta, regia di Mario Camerini (1960)
- Che gioia vivere, regia di René Clément (1961)
- Il segno del vendicatore, regia di Roberto Mauri (1962)
- Lo sparviero dei Caraibi, regia di Piero Regnoli (1962)
- Marco Polo, regia di Piero Pierotti (1962)
- L'ombra di Zorro, regia di Joaquín Luis Romero Marchent (1962)
- I tre implacabili, regia di Joaquín Luis Romero Marchent (1963)
- Una sporca faccenda, regia di Roberto Mauri (1964)
- Maciste gladiatore di Sparta, regia di Mario Caiano (1964)
- I tre spietati, regia di Joaquín Luis Romero Marchent (1964)
- Cavalca e uccidi, regia di José Luis Borau e Mario Caiano (1964)
- I sette del Texas, regia di Joaquín Luis Romero Marchent (1964)
- Solo contro tutti, regia di Antonio del Amo (1965)
- I quattro inesorabili, regia di Primo Zeglio (1965)
- 100.000 dollari per Lassiter, regia di Joaquín Luis Romero Marchent (1966)
- Ramon il messicano, regia di Maurizio Pradeaux (1966)
- Un uomo e una colt, regia di Tulio Demicheli (1967)
- Con lui cavalca la morte, regia di Giuseppe Vari (1967)
- Un buco in fronte, regia di Giuseppe Vari (1968)
- Il suo nome gridava vendetta, regia di Mario Caiano (1968)
- Il sapore della vendetta, regia di Julio Coll (1968)
- Le calde notti di Lady Hamilton, regia di Christian-Jaque (1968)
- La legione dei dannati, regia di Umberto Lenzi (1969)
- Ehi amico... c'è Sabata. Hai chiuso!, regia di Gianfranco Parolini (1969)
- Concerto per pistola solista, regia di Michele Lupo (1970)
- Condenados a vivir, regia di Joaquín Luis Romero Marchent (1972)
- Dio, sei proprio un padreterno!, regia di Michele Lupo (1973)
- Il mio nome è Shangai Joe, regia di Mario Caiano (1973)
- La padrina, regia di Giuseppe Vari (1973)
- Il mio nome è Scopone e faccio sempre cappotto, regia di Juan Bosch (1974)
- Giubbe rosse, regia di Joe D'Amato (1975)
- La spacconata, regia di Alfonso Brescia (1975)
- Zanna Bianca e il cacciatore solitario, regia di Alfonso Brescia (1975)
- Il trucido e lo sbirro, regia di Umberto Lenzi (1976)
- Il cinico, l'infame, il violento, regia di Umberto Lenzi (1977)
- La schiava, episodio di La bella e la bestia, regia di Luigi Russo (1977)
- California, regia di Michele Lupo (1977)
- Sette uomini d'oro nello spazio, regia di Alfonso Brescia (1979)
- La bestia nello spazio, regia di Alfonso Brescia (1980)
- Chissà perché... capitano tutte a me, regia di Michele Lupo (1980)
- Animali metropolitani, regia di Steno (1987)
- Onorevoli detenuti, regia di Giancarlo Planta (1998)
- Libero Burro, regia di Sergio Castellitto (1999)
- Ponte Milvio, regia di Roberto Meddi (2000)
- I cavalieri che fecero l'impresa, regia di Pupi Avati (2001)
- Distretto di Polizia, regia Monica Vullo – serie TV, episodio 3x25 (2002)
- Tre giorni d'anarchia, regia di Vito Zagarrio (2004)

## Doppiatori
Pur essendo italiano, nei film da lui interpretati Undari è stato doppiato da:
- Nando Gazzolo in Il segno del vendicatore, Marco Polo, Maciste gladiatore di Sparta, I tre spietati, I sette del Texas, I 4 inesorabili, 100.000 dollari per Lassiter
- Sergio Fiorentini in Il trucido e lo sbirro, Il cinico, l'infame, il violento, Sette uomini d'oro nello spazio
- Renato Turi in La vendetta di Ercole, I tre implacabili, La legione dei dannati
- Luciano De Ambrosis in Il mio nome è Scopone e faccio sempre cappotto, Zanna Bianca e il cacciatore solitario
- Massimo Foschi in Il suo nome gridava vendetta
- Vittorio Sanipoli in Il mio nome è Shangai Joe
- Sergio Graziani in Un uomo e una colt
- Cesare Barbetti in Solo contro tutti
- Sergio Tedesco in Cavalca e uccidi
- Adalberto Maria Merli in Con lui cavalca la morte
- Mario Bardella in Un buco in fronte
- Arturo Dominici in Ehi amico... c'è Sabata. Hai chiuso!
- Carlo Alighiero in Concerto per pistola solista
- Michele Gammino in California
- Glauco Onorato in Ramon il messicano
- Sergio Rossi in L'ombra di Zorro